# Oona O’Neill
Oona O’Neill (zwana również Lady Chaplin, ur. 14 maja 1925 w Warwick Parish, zm. 27 września 1991 w Corsier-sur-Vevey) – córka dramaturga amerykańskiego i noblisty Eugene’a O’Neilla oraz pisarki Agnes Boulton. Żona brytyjskiego aktora, reżysera i producenta Charliego Chaplina.

## Życiorys
Urodziła się podczas pobytu rodziców na Bermudach. Kiedy miała dwa lata ojciec, Eugene O’Neill, zostawił rodzinę dla aktorki Carlotty Monterey, która została jego trzecią żoną. Oona i jej brat Shane (ur. 1919) nie widywali później ojca. Jak większość dziewcząt z dobrych domów Oona została posłana do szkoły z internatem .
Wystąpiła w kilku reklamach. W 1942 wygrała konkurs piękności, zdobywając tytuł „ślicznotki numer jeden roku 1942”. Choć ojciec przy wykorzystaniu rozległych znajomości blokował jej karierę filmową, w lipcu 1942 zadebiutowała na scenie Maplewood Theatre w New Jersey w sztuce Pal Joey. Chciała również iść do szkoły dramatycznej, ale ojciec zakończył jej finansowanie . O’Neill otrzymała list od ojca w tej sprawie, w którym to napisał:

Nie chcę widzieć takiej córki, jaką stałaś się w ciągu ostatniego roku. Mam nadzieję, że się zmienisz, gdy wyrośniesz z tego nieopierzonego stanu. Sądziłem, że są w Tobie zadatki na porządną, inteligentną kobietę, i wciąż na to liczę. Jeśli się mylę, żegnaj. Jeśli nie, w pewnym momencie zrozumiesz sens tego listu i będziesz mi wdzięczna, w tym wypadku – au revoir .

Mimo przeciwności podjęła starania, by wejść do środowiska Hollywood. Pomógł jej w tym Orson Welles, jeden z najbardziej wpływowych twórców filmowych, teatralnych i radiowych tamtych czasów . Po ślubie z Chaplinem w 1943 porzuciła jednak karierę aktorską i zdecydowała się na życie u boku męża, z którym zamieszkała w Szwajcarii.

## Życie prywatne
Jesienią 1941 przyjaciółka mamy przedstawiła ją aspirującemu pisarzowi J.D. Salingerowi . Mimo że uważał ją za niezmiernie pochłoniętą przez samą siebie (zwierzył się przyjacielowi, że „mała Oona jest beznadziejnie zakochana w małej Oonie”), często do niej dzwonił i pisał do niej długie listy. Ich związek zakończył się, gdy O’Neill zaczęła spotykać się z Charliem Chaplinem.

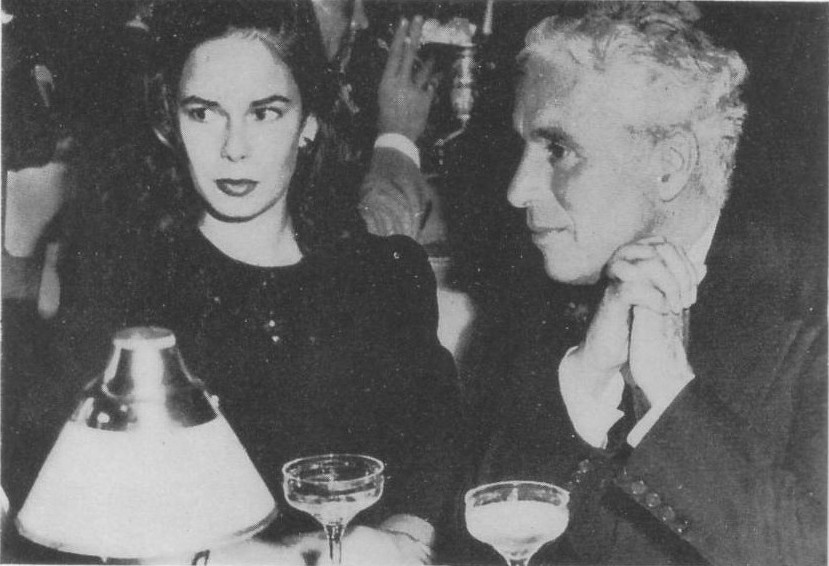
O’Neill i Charlie Chaplin w 1944

W 1942 z inicjatywy Orsona Wellesa poznała Charliego Chaplina. Po raz pierwszy spotkali się na kolacji w domu agentki O’Neill, która chciała ją zaangażować do roli w filmie Chaplina Shadow and Substance. Choć aktor stwierdził, że O’Neill jest zdecydowanie za młoda do proponowanej roli, to podpisali kontrakt .
Następnie zaprosił aktorkę do swojej rezydencji na wzgórzach Beverly Hills, by uczyć ją gry aktorskiej. Również synowie Chaplina próbowali starać się o jej względy, jednak ona zakochała się w Charliem . Wkrótce zamieszkali razem, a ich związek stał się tajemnicą poliszynela w Hollywood . Ich związek budził zainteresowanie opinii publicznej z uwagi na różnicę wieku między nimi – dzieliło ich 37 lat, co wywołało falę spekulacji w prasie, która sugerowała, że O’Neill związała się z aktorem dla pieniędzy. Byli śledzeni przez agentów FBI z powodu skandalu z udziałem Joan Barry, która niesłusznie pozwała Chaplina o ojcostwo.
O’Neill i Chaplin pobrali się 16 czerwca 1943 podczas utrzymanej w tajemnicy uroczystości w urzędzie stanu cywilnego w miasteczku Carpinteria. By uniknąć zainteresowania prasy, O’Neill przyjechała do urzędu na pół godziny przed otwarciem placówki i sama załatwiała wszystkie formalności. Gdy tylko Chaplin wszedł do sali, urzędnik wezwał dziennikarzy poprzez wciśnięcie guzika pod biurkiem. Na uroczystości obecni byli tylko świadkowie – zaprzyjaźniony z parą dziennikarz i jego sekretarka. Po ślubie nowożeńcy zmuszeni byli uciekać przed pościgiem mediów .
Miała z Chaplinem ośmioro dzieci: Geraldine (ur. 1944), Michaela (ur. 1946), Josephine (ur. 1949), Victorię (ur. 1951), Eugene’a (ur. 1953), Jane (ur. 1957), Annette (ur. 1959) i Christophera (ur. 1962).
Przeżyła u boku męża przez 34 lata, aż do śmierci aktora w grudniu 1977 w ich szwajcarskiej rezydencji w Corsier-sur-Vevey.